# Villequier-Aumont
Villequier-Aumont is een gemeente in het Franse departement Aisne (regio Hauts-de-France) en telt 591 inwoners (2005). De plaats maakt deel uit van het arrondissement Laon.

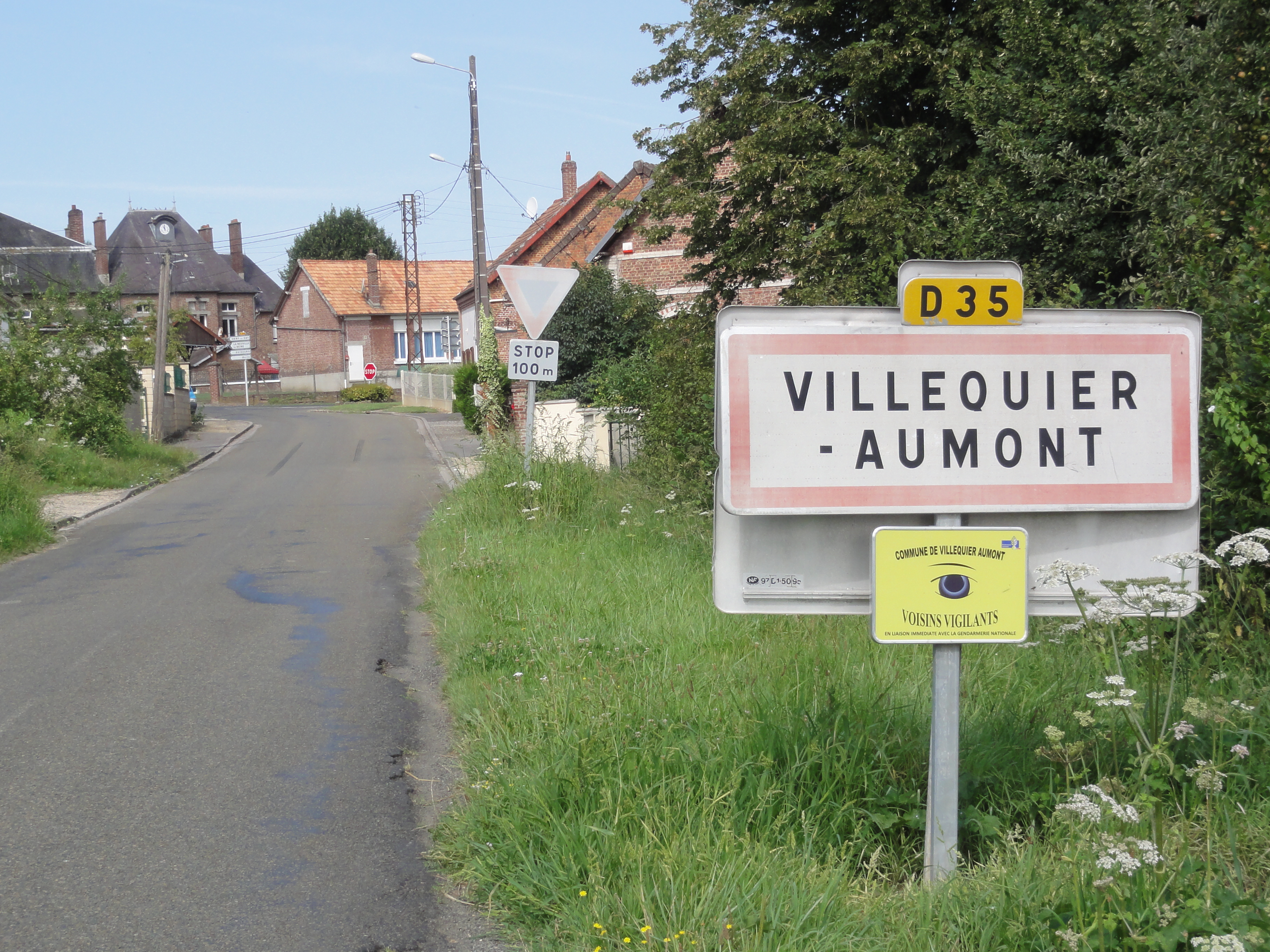
Villequier-Aumont
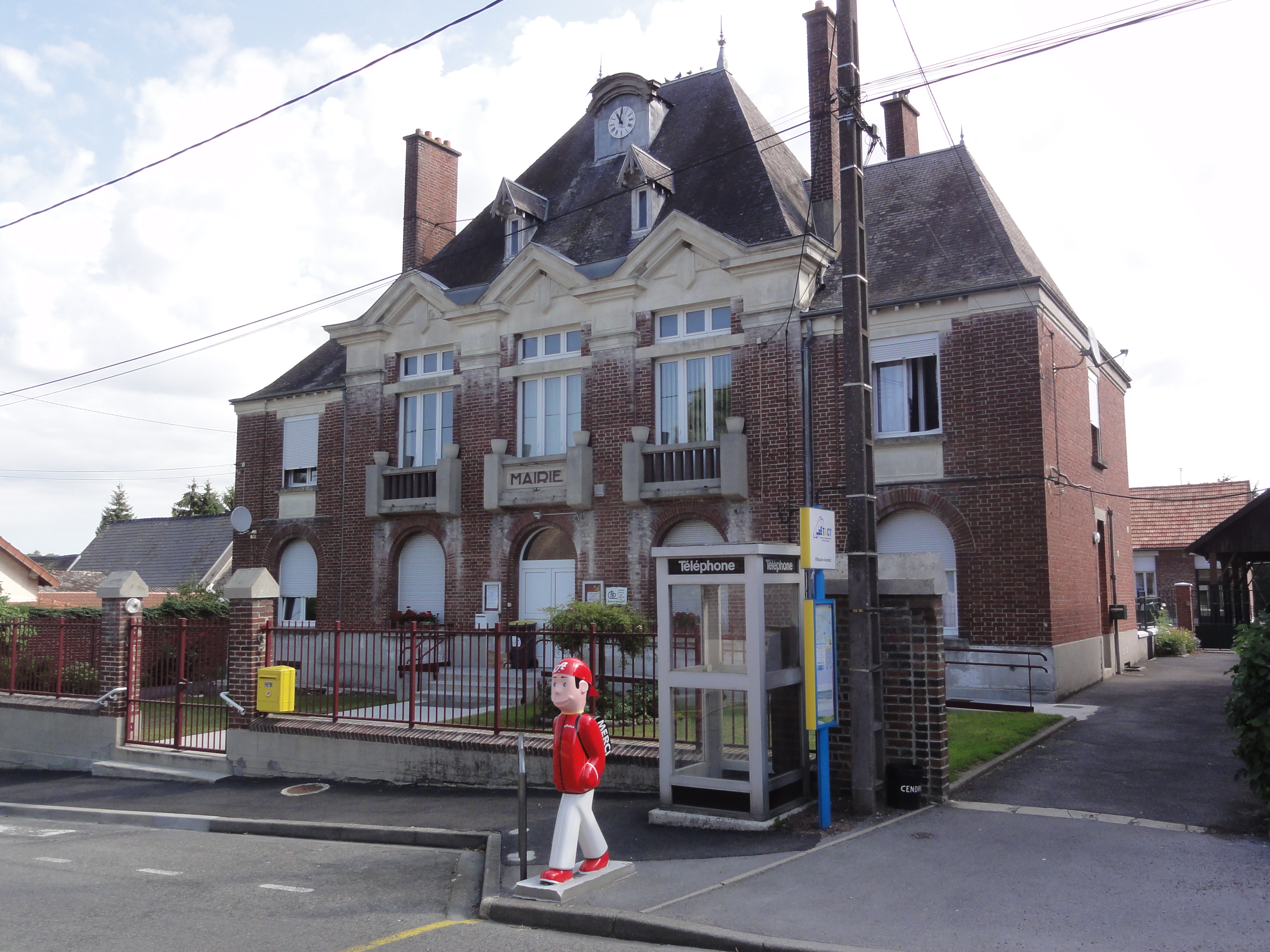
Gemeentehuis

## Geografie
De oppervlakte van Villequier-Aumont bedraagt 12,3 km², de bevolkingsdichtheid is 48,0 inwoners per km².
De onderstaande kaart toont de ligging van Villequier-Aumont met de belangrijkste infrastructuur en aangrenzende gemeenten.

## Demografie
Onderstaande figuur toont het verloop van het inwonertal (bron: INSEE-tellingen).
Vanwege een beveiligingsprobleem met de MediaWiki Graph-software is het momenteel niet mogelijk deze grafiek weer te geven. Zodra de software is bijgewerkt zal de grafiek vanzelf weer zichtbaar worden.